# Пермська соборна мечеть
Пермська соборна мечеть — перша мечеть в Пермі. Розташована на розі вулиць Орджонікідзе (Монастирській) та Осінської. Адреса — вул. Осінська, 5 / вул. Монастирська, 67. Мечеть-джамі з купольним залом і мінаретом над входом.

## Історія
Будівля мечеті була побудована в 1902-1903 роках за проектом архітектора О. І. Ожегова у стилі еклектики, на кошти багатих купців, в тому числі Агафурових, Тимкіних, Ібатулліних й ін. У XIX столітті саме в районі, де розташовувалася мечеть, проживала значна частина мусульман міста.
Першими служителями в мечеті були ахун Нурулла Хайризманов, Мухамет-Закір Тухметов, Зиганьша Ібатуллін і Гатаул Мухаматшин.
У 1939 році був утворений Пермський обласний архів КПРС, і з червня 1940 року він розміщувався у приміщенні мечеті. Там він перебував до 1986 року, а потім перейшов у спеціально побудовану для нього будівлю.
У 1990 році мечеть була знову передана віруючим.

## Наші дні
На даний час в Пермській мечеті проходять всі головні мусульманські події і свята, зокрема, стає традиційним святковий намаз в соборній мечеті з нагоди свята Курбан-байрам.
8 січня 2010 року пройшли молитовні служби за загиблими в нічному клубі «Хромая лошадь».